# 1584 год в науке
В 1584 году произошли различные научные и технологические события, некоторые из которых представлены ниже.

## События
- Апрель — английский корсар Уолтер Рэли исследовал часть восточного побережья Северной Америки, названную им Виргинией, и основал там первую английскую колонию в Америке[1].
- Год основания Архангельска; первого морского порта России. Основан по указу Ивана Грозного как слобода «Новохолмогоры» Михайло-Архангельского монастыря, со статусом города[2].
- Тихо Браге завершил строительство рядом с Ураниборгом ещё одного замка-обсерватории:под названием «Стьернеборг[англ.] (дат. Stjerneborg», «Звёздный замок»).
- Иероним Фабриций открывает в Падуе анатомический театр.

## Публикации
- Эрар де Бар-ле-Дюк: Premier livre des instruments mathématiques.
- Джордано Бруно публикует в Англии "Italian Dialogues", включая космологические трактаты La Cena de le Ceneri, De la Causa, Principio et Uno и De l'Infinito Universo et Mondi. Бруно поддерживает систему Коперника, обосновывает бесконечность Вселенной и учит, что мир движется внутренними силами, а не внешними[3].
- Лука Вагенер издал  Spieghel der zeevaerdt, первый географический атлас морских навигационных карт.
- Фабрицио Морденте: Il Signor del Compasso Fabritio Mordente. Con altri istromenti mathematici, suo fratello Gasparo da ritrovati.
- Аврам Ортелий: Itinerarium per nonnullas Galliæ Belgicæ partes.
- Находящийся Китае (в Чжаоцине) итальянский миссионер-иезуит Маттео Риччи изготовил (на дереве) первую китайскую карту мира «Юди Шанхай Кванту» (舆地山海全图)[4].
- Габриеле Фаллопий: Opera tam practica quam theorica;
- Чжу Цзайюй разработал собственную теорию музыкального строя[5].

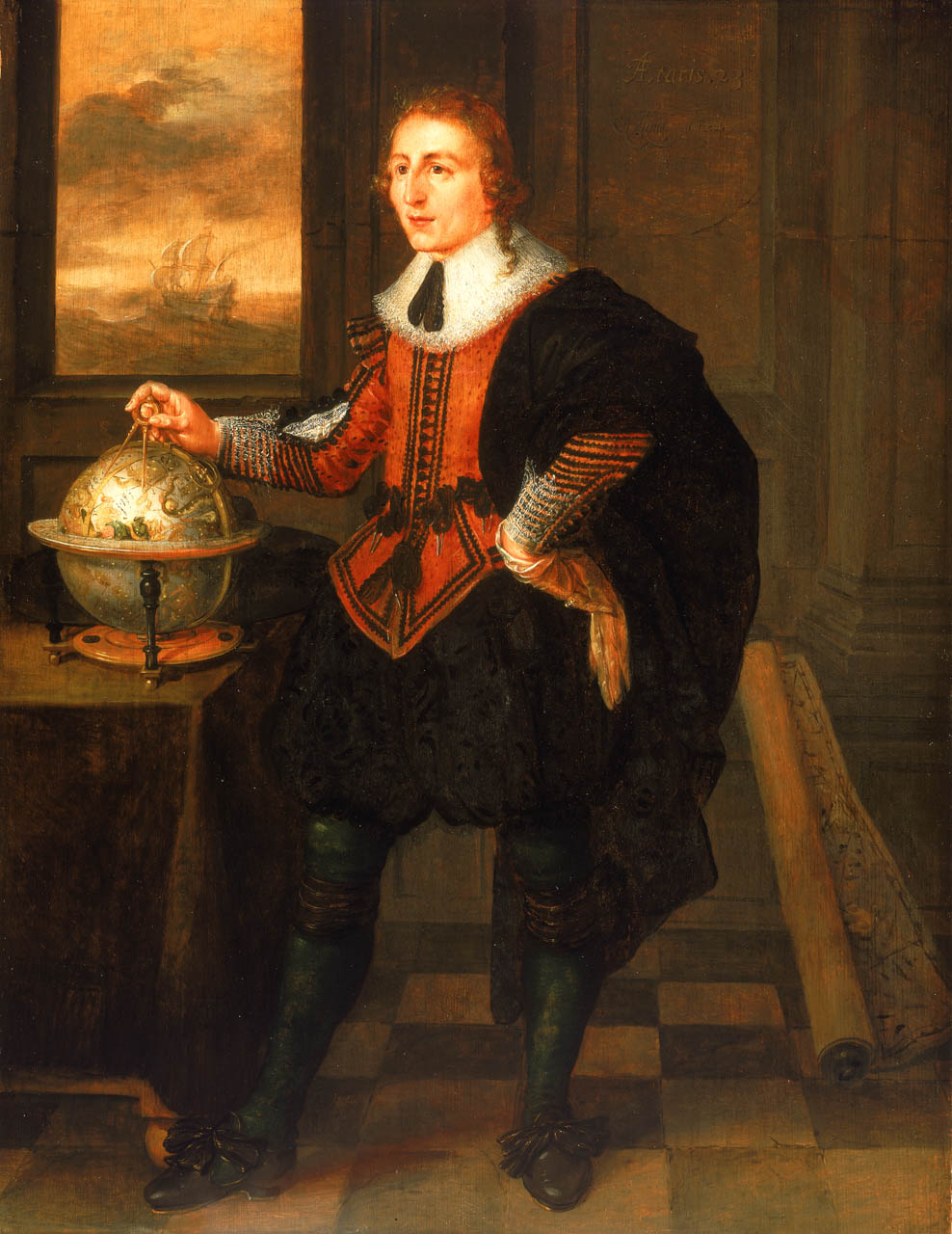
Уильям Баффин

## Родились
См. также: Категория:Родившиеся в 1584 году
- 8 сентября — Грегуар де Сен-Венсан, фламандский математик (ум. в 1667 году).
- Уильям Баффин, английский мореплаватель (ум. в 1622 году).

## Скончались
См. также: Категория:Умершие в 1584 году
- 13 июня — Иоганн Самбук, венгерский врач, гуманист, поэт и учёный-энциклопедист (род. в 1531 году).
- 12 июля — Стивен Барроу, английский исследователь Арктики (род. в 1525 году).